# Parafia Świętego Ducha w Łowiczu
Parafia Świętego Ducha w Łowiczu – rzymskokatolicka parafia należąca do dekanatu Łowicz-Św. Ducha w diecezji łowickiej.
Erygowana w 1404.
Kościół zbudowany w 1404 roku staraniem arcybiskupa Mikołaja Kurowskiego, gotycki, orientowany, jednonawowy z węższym trójbocznie zamkniętym prezbiterium.
Do parafii należy zachodnia część Łowicza oraz: Jastrzębia (część), Dąbkowice Dolne, Dąbkowice Górne, Ostrów, Otolice, Pilaszków i Szczudłów.